# Friedrich Franz von Grote
Friedrich Franz Graf von Grote (* 7. Oktober 1901 in Berlin; † 31. März 1942 bei Pekachino/Demjansk/Russland) war ein deutscher NS-Agrarfunktionär, Gutsbesitzer und SS-Oberführer.

## Leben
Friedrich Franz Graf Grote entstammte dem alten niedersächsischen Adelsgeschlecht Grote. Seine Schulzeit erlebte er mit seiner jüngeren Schwester Antoinette-Julia, später verheiratete Prinzessin zu Wied, im schweizerischen Davos im Fridericianum, einem deutschen Gymnasium mit Real-Abteilungen, das als eine Art Schulsanatorium fungierte.
Als Pächter bei seinem Vater und später als Gutsbesitzer war er Eigentümer der mecklenburgischen Güter Varchentin, Deven (seit 1. April 1942 zu Demmin), Varchow/Malchin. Varchentin übernahm er von seinem Verwandten Adolf von Grote. Zum Schlossgut gehörten über 1740 Hektar des umgebenden Landes; praktisch die gesamte Einwohnerschaft der darin liegenden Orte stand in Abhängigkeit zur gräflichen Familie. Die Gutsbesitzungen Varchentin als Fideikommissstiftung mit Carolinenhof und Marienberg konnten nach dem amtlich publizierten Landwirtschaftlichen Adressbuch für Mecklenburg bis vor der großen Wirtschaftskrise 1929/1930 stabil gehalten werden. Deven wiederum war ein Allodgut mit einer Größe von 434 ha. Nachweislich arbeitete Grote mit den Artamanen zusammen, die in Varchentin ein Schulungslager errichten durften.
Neben seiner Tätigkeit als Gutsbesitzer engagierte sich Grote noch in der „Systemzeit“ (Weimarer Republik) für die Nationalsozialisten und war damit ein „Alter Kämpfer“. In die NSDAP trat er zum 1. Dezember 1931 ein (Mitgliedsnummer 851.877). Nach der „Machtergreifung“ machte Grote schnell Karriere auf dem Agrarsektor. Zunächst war er ab 1933 Vorsitzender bzw. Präsident der Landwirtschaftskammer Mecklenburg in Rostock und nach deren Abwicklung ab 1933 Landeshauptabteilungsleiter der Landesbauernschaft Mecklenburg, die 1936 nach Güstrow zog. Von mindestens 1937 bis zum Juni 1940 stand er dieser als Landesbauernführer – dem höchsten Amt auf Landes- und Provinzebene innerhalb des Reichsnährstandes – vor. In dieser Funktion war er ab dem 27. August 1939 Leiter des neugegründeten Landesernährungsamtes Mecklenburg. Von 1940 bis 1941 war er außerdem Leiter des Amtes für Agrarpolitik in der Gauleitung Mecklenburg der NSDAP unter Gauleiter Friedrich Hildebrandt.
Bereits im Sommer 1935 trat Graf Grote-Varchentin der SS (SS-Nummer 194.300) bei und erhielt umgehend den Offiziersdienstgrad eines Untersturmführers, vergleichbar in etwa mit dem Leutnant beim Heer. In rascher Folge wurde er jährlich befördert, zuletzt 1938 zum Standartenführer. Als Dienststellung wird er beim Rasse- und Siedlungshauptamt in Berlin geführt.
Nach dem Überfall auf die Niederlande im Rahmen des Westfeldzuges (Fall Gelb) wurde Grote Leiter der Abteilung Landwirtschaft und Ernährung beim Reichskommissar für die besetzten niederländischen Gebiete in Den Haag.
Mit dem Überfall auf die Sowjetunion (Unternehmen Barbarossa) am 22. Juni 1941 begann Grotes Kriegseinsatz als Leutnant und Führer eines Skijagdkommandos im Infanterie-Regiment 48. Grote erhielt dort am 9. November 1941 den Rang eines SS-Oberführers. Im Frühjahr 1942 fiel Grote an der Ostfront, wahrscheinlich während der Kesselschlacht von Demjansk.
Seine amerikanischstämmige Gattin Rachel Derby-Smith konnte vor dem Eintreffen der Roten Armee auf dem Mecklenburger Gut mit den fünf Kindern in die USA emigrieren.